# Den fri Architektforening
Den fri Architektforening var en forening for arkitekter, der blev stiftet d. 5. maj 1909 og virkede frem til 1919. Foreningen blev stiftet af 10 unge arkitekter, som for de fleste vedkommende havde været ansat hos Heinrich Wencks tegnestue. 

## Medlemmer
Formand Povl Baumann, sekretær Edvard Thomsen og kasserer Ove Huus.
Derudover: Carl Petersen Thorald Ridder, Niels Rosenkjær, Thorkild Henningsen, Carl Schiøtz, Charles I. Schou og Jesper Tvede
Senere blev disse arkitekter medlemmer:
Ivar Bentsen, Ejler Boserup, Ole Falkentorp, Kaj Gottlob, Therkel Hjele, Louis Hygom, Frederik Kiørboe, P.V. Jensen Klint og Kaare Klint.

## Formål
Foreningen blev stiftet som led i et opgør med de mere konservative holdninger inden for den dominerende sammenslutning af arkitekter i Akademisk Architektforening som blev ledet af professor Martin Nyrop. Foreningens officielle formål var "at værne om sine medlemmers interesser som udøvende arkitekter". Alle kunne optages i foreningen forudsat at personen var blevet indstillet af et medlem også uanset akademisk baggrund, hvilket var revolutionerende. Medlemskontingentet udgjorde 3 Kr. om måneden.